# 宿苞厚壳树
宿苞厚壳树（学名：Ehretia asperula）为紫草科厚壳树属下的一个种。

## 扩展阅读
- 維基物種上的相關：宿苞厚壳树